# Dora Mwima
Dora Mwima, còn gọi là Dorah Mwima là một thí sinh cuộc thi sắc đẹp được trao vương miện Hoa hậu Uganda 2008 ở tuổi 18. Cô đại diện cho Uganda tại Hoa hậu Thế giới 2008 ở Nam Phi.

## Cuộc thi Hoa hậu Uganda năm 2008
Như Hoa hậu Uganda, Mwima đại diện cho đất nước của mình trong Hoa hậu Thế giới được tổ chức tại Nam Phi, vào tháng 12 năm 2008.
Trong thời gian trị vì, cô bắt đầu "Dorah Mwima Foundation", một tổ chức từ thiện phi lợi nhuận. Mục tiêu chính của tổ chức phi chính phủ là cung cấp một nền tảng cho các bà mẹ độc thân và cô gái tuổi teen "chia sẻ kinh nghiệm về những thách thức trong cuộc sống". Trong ba tháng cuối cùng của thời gian giữ danh hiệu Hoa hậu, Mwima đã mang thai.

## Sau năm 2008
Cô quyết định giữ đứa bé, khiến cô trở thành một người mẹ trẻ tuổi không chồng mà có con, bởi vì mối quan hệ với cha của đứa bé đã không thành công. Cô tìm được việc làm tại Darling Hair Collection Uganda, làm thư ký điều hành và giám đốc thương hiệu. Khi em bé của Dorah mới được vài tháng tuổi, một người quản lý chung mới được đưa lên Uganda làm ông chủ của Mwima. Trong vai trò là thư ký điều hành, một trong những vai trò của cô là chăm sóc khách doanh nghiệp. Ông chủ mới là Nader Barrak, một người gốc Lebanon, ở Trung Đông. Anh và Mwima đã phát triển một tình bạn nảy nở thành một mối quan hệ lãng mạn.
Trong năm 2013, Dorah từ chức công việc của mình tại công ty, để loại bỏ những xung đột lợi ích. Vào tháng 12 năm 2013, Dorah và Nader đã kết hôn trong một buổi lễ dân sự, tiếp theo là một buổi lễ tại nhà thờ vào ngày 25 tháng 5 năm 2014. Đám cưới của họ là trang bìa của "Bride & Groom", một tạp chí thời trang cưới được phân phối ở các nước Cộng đồng Đông Phi.
Vào tháng 3 năm 2017, Dorah đã sinh đôi, Geovanna Barrak (bé trai) và Sarafina Barrak (bé gái), là đứa con thứ hai và thứ ba cùng nhau. Chồng cô và cô đều có con trước khi họ gặp nhau.